# 8 Dywizjon Artyleryjskiego Rozpoznania Pomiarowego
8 Samodzielny Dywizjon Artyleryjskiego Rozpoznania Pomiarowego. (8 sdarp) – pododdział artyleryjskiego rozpoznania pomiarowego ludowego Wojska Polskiego (poczta polowa nr 83720).
Dywizjon został sformowany w październiku i listopadzie 1944, w lesie na południe od wsi Kąkolewnica Wschodnia, w składzie 2 Armii, według sowieckiego etatu nr 08/555 samodzielnego dywizjonu artyleryjskiego rozpoznania (ros. отдельный разведывательный артиллерийский дивизион). Podstawę formowania jednostki stanowiły rozkazy: nr 50 Naczelnego Dowódcy WP z dnia 10 października 1944 o formowaniu związków i jednostek artylerii WP (...) oraz nr 36 dowódcy 2 Armii z 20 października 1944 o formowaniu związków i jednostek pancernych oraz artylerii.
3 grudnia 1944 w Kąkolewnicy żołnierze dyonu złożyli przysięgę. 25 grudnia 1944 stan ewidencyjny liczył 235 żołnierzy, w tym 21 oficerów, 49 podoficer i 165 szeregowców. Do stanu etatowego brakowało 26 żołnierzy (10%).
W kwietniu i maju 1945 dywizjon, w składzie 2 Armii, wziął udział w operacji łużyckiej i praskiej. Po zakończeniu działań wojennych pododdział został skierowany do Poznania.
W październiku 1945 roku dyon został rozformowany, a na jego bazie utworzono baterię artyleryjskiego rozpoznania pomiarowego, którą włączono w skład 82 Pułku Artylerii Ciężkiej.
W lutym 1946 roku 82 pac został przeformowany w 27 Warszawski Dywizjon Artylerii Ciężkiej. W strukturze dywizjonu została zachowana bateria artyleryjskiego rozpoznania pomiarowego w składzie pięciu plutonów: topograficznego, rozpoznania dźwiękowego, liniowego, pomiarowo-rachunkowego i fotogrametrycznego. W lutym 1947 roku bateria została przeformowana na nowy etat. W jej składzie zorganizowano pluton rozpoznania topograficznego i pluton rozpoznania dźwiękowego oraz laboratorium fotogrametryczne.
 Obsada personalna dowództwa dywizjonu
- dowódca - mjr Jerzy Gawrikow(od 15 XII 1944)
- zastępca dowódcy ds. polit.-wych. - ppor. Józef Dubasiewicz (od III 1945)
- szef sztabu:
  - por. Wasyl Nielin[b](22 X - 22 XI 1944)
  - kpt. Wasyl Anurow (23 XI 1944 - 8 XII 1944[c])
  - kpt. Jan Swir (od 10 XII 1944[d])

Struktura organizacyjna sdarp według etatu Nr 08/555
- dowództwo
- bateria rozpoznania topograficznego
- dwie baterie rozpoznania dźwiękowego
- pluton rozpoznania optycznego
- pluton fotogrametryczny